# آرنه سترومبرغ
آرنه سترومبرغ (بالسويدية: Arne Strömberg)‏ هو لاعب هوكي الجليد سويدي، ولد في 1920 في Royal Karlskrona Admiralty Parish ‏ في السويد، وتوفي في 25 يناير 1988.